# La bancarotta o sia Il mercante fallito
La bancarotta o sia Il mercante fallito est une comédie en prose en trois actes de Carlo Goldoni dont la première s'est déroulée au Teatro San Samuele de Venise en 1741.

## Intrigue
A Venise, Pantalone est un marchand entouré de vautours et de profiteurs, qui convoitent sa fortune. Par superficialité, légèreté, manque de bon sens et surtout une passion immodérée pour les femmes, il finit par ruiné son commerce, sa famille et lui-même.

## Personnages
- Pantalone de' Bisognosi, marchand vénitien
- Aurelia, moglie in seconde nozze di Pantalone
- Leandro, figliuolo di Pantalone del primo letto
- Truffaldino, garzone di bottega di Pantalone
- Il dottore Lombardi, amico di Pantalone
- Vittoria, figliuola del Dottore
- Smeraldina, serva in casa del Dottore
- Silvio, conte
- Brighella, servitore di Silvio
- Clarice, cantatrice
- Graziosa, bolognese
- Marcone, scrocco di piazza
- Un serviore di Clarice